# Stazione di Chiusa
La stazione di Chiusa (in tedesco Klausen, in ladino Tluses) è una fermata ferroviaria posta sulla linea Verona-Innsbruck. Serve l'omonimo comune della provincia di Bolzano.
Per quello che riguarda la categorizzazione delle stazioni, il gestore RFI la considera di categoria bronze.

## Storia

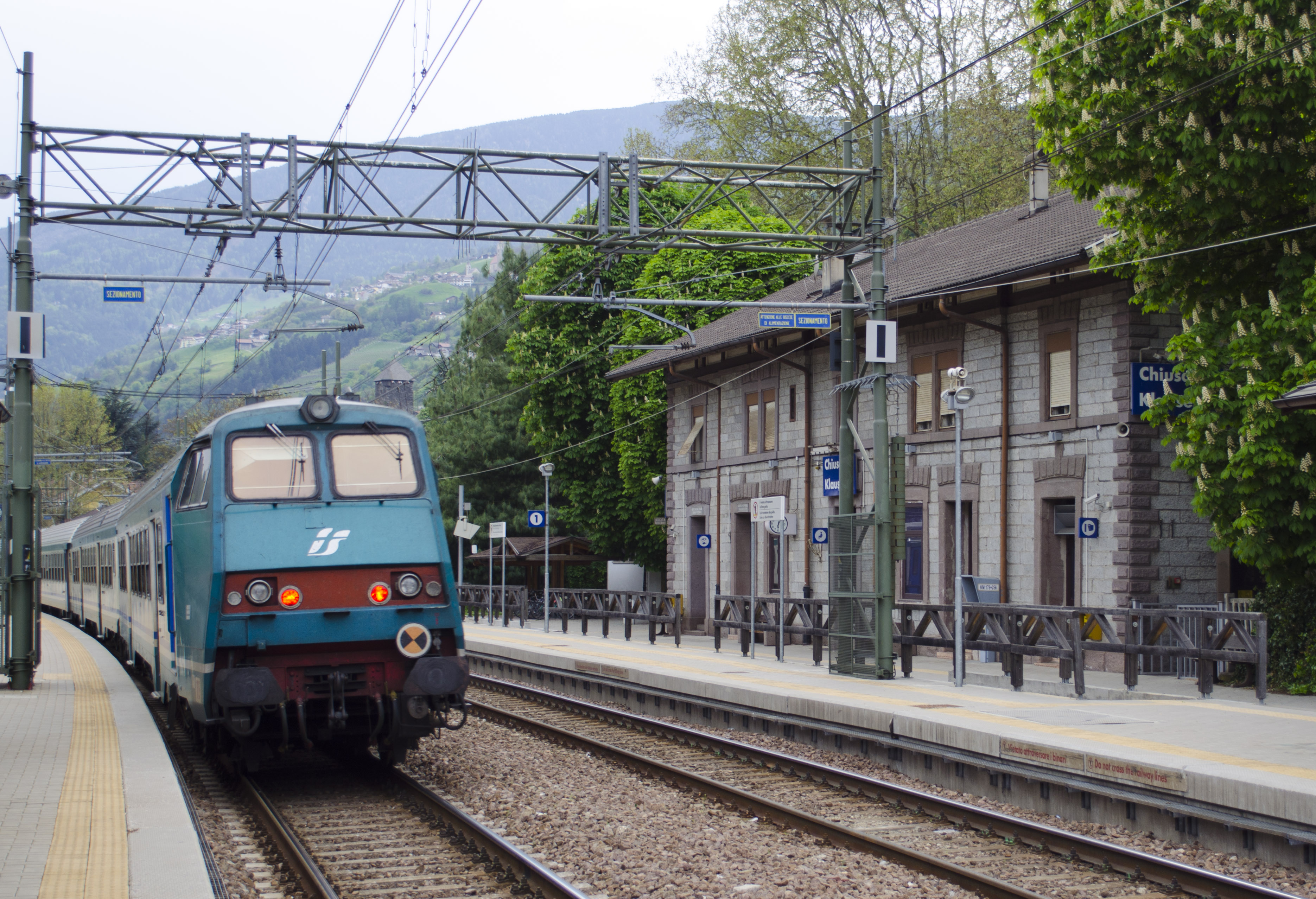
Un treno regionale in sosta alla stazione di Chiusa.

La stazione è stata progettata nel 1862 e attivata nel 1867, simultaneamente all'attivazione del tronco ferroviario tra Bolzano e Brennero.
Dal 1916 al 1962 lo scalo funse da punto d'interscambio: contigua ad esso venne infatti edificata un'ulteriore stazione, che divenne il capolinea occidentale della ferrovia della Val Gardena, operante la tratta a scartamento ridotto Chiusa-Plan de Gralba (Selva di Val Gardena). Nell'area della stazione è ancora riconoscibile il deposito delle locomotive (in rovina) e il sedime della linea dismessa (in parte adibito a parcheggio). È inoltre sopravvissuto il monumentale viadotto elicoidale che consentiva al treno di superare agevolmente il dislivello tra il fondo della valle Isarco e l'imboccatura della vallata ladina. A sud della stazione è inoltre monumentata una delle locomotive impiegate su tale relazione minore.
Allorché la suddetta tratta venne chiusa al traffico e disarmata, dagli anni 1960 la stazione di Chiusa tornò ad essere un semplice punto di transito della sola ferrovia del Brennero.
Venne trasformata in fermata impresenziata il 15 giugno 2006 contestualmente alla soppressione del regime di circolazione con Blocco Elettrico Manuale.

## Strutture
Il fabbricato viaggiatori, costruito con il granito grigiastro di Le Cave (presso Fortezza) e rifinito agli angoli con inserti di porfido, presenta facciate a doppiocolmo, scandite da finestre singole ai piani inferiori e doppie nel sottotetto. Esso ospita al suo pianterreno sale di passaggio e attesa, biglietteria, deposito bagagli e ufficio direzione movimento. Al primo piano si trovano invece degli alloggi, dotati di ingresso autonomo.
Il patrimonio edilizio della stazione consta poi di alcune abitazioni costruite nel 1928 lungo il corso del rio Tina, sul progetto di Angiolo Mazzoni, onde servire da alloggi per il personale viaggiante.
Sia le case di Mazzoni che gli alloggi del fabbricato viaggiatori sono stati alienati e privatizzati.
Il sedime consta di due binari passanti con marciapiede rialzato, collegati mediante un sottopassaggio provvisto di ascensore.

## Movimento
Nella stazione fermano tutti i treni regionali e regionali veloci da e per Verona Porta Nuova, Bolzano, Brennero, Innsbruck e San Candido, operati da Trenitalia e SAD.

## Servizi
La stazione dispone di:
- Biglietteria automatica
- Sala d'attesa
- Servizi igienici
- Parcheggio auto e bici
- Ascensore
- Accessibilità per portatori di handicap
- Sottopassaggio

## Interscambi
Adiacente alla stazione è presente una fermata delle autolinee urbane e interurbane.
- Capolinea autolinee SAD
- Taxi